# Fate/stay night
Fate/stay night (Nhật: フェイト/ステイナイト Hepburn: Feito/sutei naito) là một visual novel của Nhật Bản được phát triển bởi Type-Moon, ban đầu được phát hành như là một trò chơi dành cho người lớn trên máy tính. Một phiên bản cho mười lăm tuổi trở lên có tiêu đề Fate/stay night Réalta Nua, phát hành trên PlayStation vào ngày 19 tháng 4 năm 2007, được bổ sung thêm giọng lồng tiếng của các seiyuu từ bản anime. Ngày 28 tháng 10 năm 2005, Type-Moon phát hành một phần tiếp theo của Fate/stay night là Fate/hollow ataraxia, cốt truyện của nó được thiết lập nửa năm sau các sự kiện của Fate/stay night.
Fate/stay night đã được chuyển thể thành nhiều phương tiện truyền thông khác nhau. Bắt đầu với loạt manga được Nishiwaki Datto minh họa, đăng trên tạp chí Shōnen Ace và do Kadokawa xuất bản vào năm 2005. Một anime truyền hình gồm 24 tập do Studio Deen sản xuất phát sóng tại Nhật Bản từ ngày 6 tháng 1 đến ngày 16 tháng 6 năm 2006. Phim Fate/stay night: Unlimited Blade Works cũng do Studio Deen sản xuất và được khởi chiếu tại các rạp Nhật Bản từ 23 tháng 1 năm 2010, nội dung dựa theo lối chơi thứ hai của visual novel. Một anime truyền hình dài tập thứ hai tên Fate/stay night: Unlimited Blade Works do ufotable sản xuất, được phát sóng từ tháng 10 năm 2014 đến tháng 10 năm 2015. Loạt manga thứ hai được xuất bản vào năm 2015. Một sê-ri chuyển thể điện ảnh tên Fate/stay night: Heaven's Feel gồm 3 phần phim bắt đầu được khởi chiếu vào năm 2017, tuy nhiên phần phim thứ ba, dự kiến khởi chiếu vào năm 2019 đã bị trì hoãn đến năm sau do ảnh hưởng từ đại dịch COVID-19.
Type-Moon đã phát hành phần tiếp theo của Fate/stay night là Fate/hollow ataraxia vào năm 2005. Một cuốn light novel tên Fate/Zero được phát hành vào năm 2006, đóng vai trò làm tiền truyện cho phiên bản visual novel, Ufotable đã chuyển thể Fate/Zero thành anime và cho phát sóng từ năm 2011 đến năm 2012. Bên cạnh đó, Fate/stay night đã khai sinh ra nhiều spin-off như Fate/kaleid liner Prisma Illya, một loạt manga lấy chủ đề nữ ma pháp được xuất bản vào năm 2007. Đã có sáu trò chơi điện tử dựa trên sê-ri tính đến nay. Ba trò chơi đối kháng cũng được phát hành, Fate/unlimited codes cho máy arcade và PlayStation 2, Fate/tiger colosseum và phần tiếp theo của nó là Upper cho PlayStation Portable. Một game nhập vai cho PSP tên Fate/Extra được phát hành vào ngày 22 tháng 7 năm 2010 và phần tiếp theo của nó là Fate/Extra CCC phát hành vào ngày 28 tháng 3 năm 2013. Một game RPG trực tuyến trên di động tên Fate/Grand Order được phát hành vào năm 2015 cho Android và iOS; cùng theo đó hai phần phim điện ảnh cùng tên được sản xuất bởi Lay-duce, CloverWorks và Production I.G..

## Cách chơi
Fate/Stay Night yêu cầu tương tác rất ít từ người chơi khi hầu hết thời gian của trò chơi là dành cho việc đọc văn bản xuất hiện, đại diện cho một trong hai cuộc đối thoại giữa các nhân vật hoặc những suy nghĩ bên trong của nhân vật chính. Thông thường, người chơi sẽ đến với một "điểm quyết định", nơi họ có cơ hội để lựa chọn tùy chọn hiển thị trên màn hình, thường từ 2-3 lựa chọn 1 lần. Thời gian giữa những điểm này quyết định thay đổi và trong những thời gian này, lối chơi tạm dừng cho đến khi lựa chọn được thực hiện theo một hướng cụ thể. Để xem đường dây cốt truyện có sẵn, người chơi sẽ phải chơi lại trò chơi nhiều lần và có những lựa chọn khác nhau để tiếp tục cốt truyện theo hướng khác.
Có ba dòng câu chuyện chính mà người chơi sẽ có cơ hội để trải nghiệm cho mỗi của các anh hùng trong câu chuyện. Để xem tất cả các câu chuyện, người chơi sẽ phải chơi lại trò chơi nhiều lần và chọn các lựa chọn khác nhau trong những điểm quyết định để cốt truyện diễn ra theo hướng khác.

## Nội dung

### Thiết lập và chủ đề
Fate/stay night lấy bối cảnh hai tuần trong cuộc đời của Emiya Shirō (衛宮 士郎 (Vệ-Cung Sĩ-Lang)), một thợ máy nghiệp dư, học sinh Học viện Homurabara ở thành phố Fuyuki, Nhật. Câu chuyện chủ yếu diễn ra tại và xung quanh nhà của Shirō, hoạt động như là căn cứ của họ trong Chiến tranh Chén Thánh. Ngoài nhà của Shirō, các địa điểm khác bao gồm trường trung học Homurabara Gakuen và đền thờ Ryūdōji.
Chủ đề chính trong Fate/Stay Night là "chinh phục chính mình." Có ba câu chuyện trong Fate, với một chủ đề khác nhau. Đầu tiên là "chính ta là một lý tưởng.", thứ hai là "đấu tranh với chính mình như là một lý tưởng." và thứ ba là "ma sát giữa+ thực tế và lý tưởng." 

### Nhân vật chính
Người chơi giả định vai trò của Emiya Shirō, nhân vật chính của Fate/Stay Night. Anh là một thiếu niên nghiêm túc nhưng hữu ích, chăm chỉ, và trung thực. Sở thích của anh bao gồm sửa chữa một loạt các thiết bị hỏng, từ VCR tới bếp lò, cũng như nấu ăn và dọn dẹp. Anh cũng có một số tài năng nhỏ với ma thuật, mặc dù không được khuyến khích bởi bố nuôi Kiritsugu. Saber là Servant của Shirō và một trong những nhân vật nữ chính. Shirō vô tình triệu tập Saber chiến đấu với anh trong Chiến tranh Chén Thánh. Cô là một chiến binh mạnh mẽ và nhanh nhẹn, trung thành, độc lập và tỏ vẻ lạnh lùng nhưng thực ra là ức chế cảm xúc để tập trung vào mục tiêu của mình. Saber thất vọng bởi xu hướng "bảo vệ" của Shirō, tin rằng hành vi thất thường và thiếu thận trọng của anh sẽ gây nguy hiểm cho cơ hội chiến thắng của cô trong Chiến tranh Chén Thánh.
Người thứ hai trong ba nhân vật nữ là Tōsaka Rin, một học sinh gương mẫu và thần tượng của trường Shirō người thực ra là một pháp sư và là Master trong Chiến tranh Chén Thánh. Cô là hậu duệ của một dòng họ pháp sư lâu đời, và mặc dù thiếu giáo dục về ma thuật chính thức, cô cực kỳ mạnh mẽ. Cô rất sâu sắc, tháo vát và thích cạnh tranh. Nhân vật nữ cuối cùng là Matō Sakura, một học sinh năm nhất của trường trung học, và là em gái nuôi của Matō Shinji. Sau khi bố của Shirō là Kiritsugu chết, Sakura thường xuyên thăm nhà của Shirō để giúp anh với công việc hàng ngày. Sakura có bề ngoài nhút nhát và rụt rè, nhưng sở hữu sức mạnh nội tâm rất lớn.

### Cốt truyện
Câu chuyện của Fate/stay night xoay quanh nhân vật chính Emiya Shirō, một nam học sinh trung học. Khi Shirō là một đứa trẻ, bố nuôi anh nói với anh về việc ông đã thất bại ở tham vọng cuộc sống của mình là trở thành một "Anh hùng của Chính nghĩa". Shirō khẳng định với người bố nuôi của anh rằng anh có ý định cống hiến cuộc sống của mình để đạt được lý tưởng của Kiritsugu. Để làm điều này, Shirō yêu cầu Kiritsugu dạy cho anh phép thuật, nhưng được sinh ra mà không có các khả năng của một pháp sư, Shirō chứng minh là bất tài trong gần như tất cả các môn pháp thuật cơ bản.
Khi câu chuyện bắt đầu, thành phố Fuyuki được sắp đặt cho một cuộc chiến bí mật và cạnh tranh bạo lực giữa các pháp sư. Đó là Chiến tranh Chén Thánh (聖杯戦争 (Thánh Bối chiến tranh) Seihai-sensō). Trong 2 thế kỷ qua, bảy pháp sư đã tập hợp và tham gia vào trận chiến, đánh cược bạc chính cuộc sống của mình để có được Chén Thánh, một chiếc chén huyền thoại có khả năng thực hiện điều ước . Bốn Chiến tranh Chén Thánh đã xảy ra mỗi sáu mươi năm một lần, với cuộc chiến gần đây nhất kết thúc một thập kỷ trước, nhưng Chiến tranh Chén Thánh thứ năm đã bắt đầu sớm hơn.
Mỗi pháp sư, được gọi là Master, được hỗ trợ bởi một trong bảy linh hồn triệu tập gọi là Servant, vốn là linh hồn tái hiện của những anh hùng trong huyền thoại. Những linh hồn này có đặc điểm siêu nhân và đồ tạo tác mạnh mẽ hoặc khả năng đặc biệt được gọi là Noble Phantasms. Chỉ có một Servant được triệu tập trong mỗi cuộc chiến tranh từ một trong bảy lớp: Saber, Archer, Lancer, Berserker, Rider, Assassin, và Caster.
Sau khi dọn dẹp võ đường kyūdō (cung đạo) của trường học vào một đêm, Shirō tình cờ bắt gặp 2 Servant, Archer và Lancer, đang giao chiến trong sân trường. Để tránh ảnh hưởng đến cuộc chiến, Lancer săn tìm và xuyên qua trái tim của Shirō với cây giáo Noble Phantasm của ông. Shirō sau đó được phát hiện gần chết bởi Tōsaka Rin và vì mối quan hệ của Shirō với em gái ruột của Rin là Matō Sakura, cô sử dụng một viên ngọc gia truyền đầy ma thuật, Mana, để phục hồi trái tim bị tổn thương của anh và bỏ đi trước khi anh ta tỉnh dậy. Rung động và choáng váng, Shirō nhặt lấy viên ngọc gia truyền và trở về nhà và bị tấn công lần thứ hai bởi Lancer. Shirō bảo vệ mình chống lại Lancer bằng sử dụng áp phích mà anh biến đổi sang kim loại với ma thuật, nhưng sớm bị đánh bại bởi Lancer, và bị đáng bay vào nhà kho. Bị dồn ép, Shirō chuẩn bị cho điều tồi tệ nhất, nhưng trước khi Lancer có thể tạo ra một đòn chí tử, biểu tượng huyền bí trên tay Shirō bắt đầu sáng lên và một vòng tròn triệu tập được sử dụng trước đây bởi bố nuôi của anh bên trong nhà kho bắt đầu phát sáng. Một phụ nữ trẻ mặc áo giáp với một thanh gươm vô hình được triệu tập và tấn công Lancer. Sau khi đuổi Lancer khỏi Shirō, cô giới thiệu mình là Saber.

## Thông tin về các servant trong Fate/stay night

### Saber
Cấp: Servant (Kiếm sĩ, đứng đầu trong 3 cấp Hiệp sĩ)
Master: Emiya Shirō
Tiểu sử: Là Arturia Pendragon, vua nước Anh (vay mượn từ truyền thuyết vua Arthur, nhưng đổi thành nữ). Saber là 1 Servant được đánh giá là có khả năng cận chiến cấp cao trong tất cả bảy servent. Saber là Servant cũ của bố nuôi Shirō là Emiya Kiritsugu. Do anime được làm theo nội dung của cốt truyện "Fate" trong game, Shirō có cảm tình với Saber vào những tập cuối của phim.
Mục tiêu: Saber chiến đấu trong Chiến tranh Chén Thánh với mục đích để thay đổi quá khứ của mình, vì cô muốn được làm lại cuộc đời và không phải làm vua (vua Arthur bị con trai(Mordred) phản bội và 2 người giết lẫn nhau).
Noble Phantasm: Thanh gươm Excalibur và vỏ kiếm Avalon.

### Archer
Cấp: Servant (Cung thủ, đứng 2 trong 3 cấp Hiệp sĩ).
Master: Tōsaka Rin
Tiểu sử: Là Shirō của một tương lai khác, điều này được thể hiện ở tập 15 của anime sau khi Archer bị Berserker đánh bại và để lại sợi dây chuyền của Rin (trong game giải thích chuyện này rõ ràng hơn). Anh được Rin triệu tập cho cuộc Chiến tranh Chén Thánh thứ 5 này. Trong phim Archer luôn ngầm giúp đỡ Shirō để Shirō có thể làm chủ được phép thuật duy nhất của mình.
Mục tiêu: Để giết Emiya Shirō và tạo ra nghịch lý thời gian. Nhưng sau đó chuyển thành giúp Rin, và dạy cho Shirō tránh khỏi sai lầm của mình.
Noble Phantasm: Unlimited Blade Works, Archer hút đối thủ vào thế giới của mình và tạo ra vô số vũ khí.

### Lancer
Cấp: Servant (Thương sĩ, đứng 3 trong 3 cấp Hiệp sĩ).
Master: Không rõ
Tiểu sử: Được vay mượn từ nhân vật Cú Chulainn - một anh hùng trong thời đại Ulster của thần thoại Ai Len. Là Servant xuất hiện đầu phim, master ban đầu là Bazett. Cho đến khi Rin tìm ra master của Lancer thì master này đã bị giết và thay bằng Kotomine Kirei, người đồng thời là chủ của servant Gilgamesh.
Mục tiêu: Không biết.
Noble Phantasm: Gae Bulga, mũi thương của Lancer không thể đâm trật.

### Berserker
Cấp: Servant (Cuồng sát)
Master: Illyasviel von Einzbern
Tiểu sử: Được vay mượn từ nhân vật Heracles trong thần thoại Hy Lạp, là Servant của cô quý tộc Đức Illyasviel von Einzbern (Con gái ruột của Kiritsugu, bố nuôi Emiya Shirō). Đây là một trong những servant mạnh nhất trong 7 servants, tuy nhiên chỉ được cái dai đánh khó chết thôi.
Mục tiêu: Không có.
Noble Phantasm: God hand, 12 kỳ công của Heracles, sẽ hồi sinh 12 lần khi bị giết. Do vậy khi bị Archer giết 6 lần vẫn sống.

### Rider
Cấp: Servant (Kỵ sĩ)
Master: Matō Shinji
Tiểu sử: Là nhân vật được vay mượn từ quái vật Medusa trong thần thoại Hy Lạp. Rider là servant của Matō Shinji, là người đã tạo ra lớp màn xung quanh trường Homurabara theo ý của Shinji. Rider bịt mắt, vì theo thần thoại, ai nhìn vào mắt Medusa sẽ biến thành đá.
Mục tiêu: Không biết.
Noble Phantasm: Pegasus, thi mã, con của Medusa, trong thần thoại đã được sinh ra khi Medusa bị chém đầu. Trong phim Rider triệu hồi Pegasus bằng cách tự đâm vào cổ mình.

### Caster
Cấp: Servant (Phù thủy)
Master: Đã bị giết.
Tiểu sử: Là nhân vật được vay mượn từ thần thoại Hy Lạp, Medea, là một phù thủy độc ác. Cô được triệu hồi bởi 1 master trước (không rõ danh tính) và chính cô ta đã giết chết master của mình. Lúc Caster bị đánh bại cô được Kuzuki Soichirō cứu và chữa trị. Cảm mến Kuzuki Soichirō, caster nhận Kuzuki Soichirō làm master mới của mình. Sau đó Caster triệu hồi Assassin (do cô ta là một phù thủy), và là 1 servant duy nhất vừa là Servant vừa là Master. 
Mục tiêu: Giành lấy Holy Grail và sống với Kuzuki Soichirō, người duy nhất yêu cô ta.
Noble Phantasm: Rule Breaker, dao găm phép phá vỡ luật lệ.&

### Assassin
Cấp: Assassin (Sát thủ)
Master: Caster
Tiểu sử: Servant của Caster. Là 1 servant không có danh tính tuy được biết dưới cái tên Sasaki Kojirō, một samurai được thêu dệt từ truyền thuyết. Do Assassin là một Servant được triệu tập bởi một Servant khác (là Caster), nên anh có rất nhiều khiếm khuyết, và không thể tồn tại lâu. 
Mục tiêu: Assassin không có quá khứ, không có tương lai, do vậy chỉ muốn quyết đấu với Saber trước khi biến mẩt.
Noble Phantasm: không có. 

### Gilgamesh
Cấp: Servant (Cung thủ)
Master: Kotomine Kirei
Tiểu sử: Là nhân vật cùng tên được vay mượn từ truyền thuyết Babylon. Được gọi là "King of Heroes", đây là 1 servant thứ 8, bởi anh ta đã cố tình lưu lại thế giới này kể từ sau Chiến tranh Chén Thánh lần trước. Class của servant này là Archer. Đây là 1 servant có khả năng đặc biệt là có rất nhiều Noble Phantasms.
Mục tiêu: Thứ mà Gilgamesh muốn có được chính là Saber.
Noble Phantasm: Gate of Babylon, chứa vô số Noble Phantasm khác.

### Shin Assassin
(Assassin thật) Là nhân vật chỉ xuất hiện trong game, được triệu hồi bằng xác chết của Assassin.

## Phát triển
Nasu Kinoko bắt đầu viết Fate/stay night ở trường đại học và đã không có ý định đó là một trò chơi. Ban đầu, chỉ Nasu đã viết những gì sẽ trở thành cốt truyện của trò chơi "Fate"" , tuy nhiên trò chơi đã có tới ba câu chuyện khác nhau, và cốt truyện Fate là một trong số đó. Trong bản thảo đầu tiên của ông, nhân vật nữ Saber là một người đàn ông, và nhân vật chính (Emiya Shirō) ban đầu là một nữ sinh đeo kính tên là Sajō Ayaka (沙条 綾香). Nasu để dự án sang một bên và tiếp tục thành lập Type-Moon với bạn thân là họa sĩ Takeuchi Takashi.
Sau thành công đầu tiên với visual novel Tsukihime năm 2000, Type-Moon chuyển từ một tổ chức phần mềm dojin thành một tổ chức thương mại. Nasu và Takeuchi đã quyết định chuyển câu chuyện Fate cũ vào một visual novel như sản phẩm thương mại đầu tiên của Type-Moon. Ban đầu, Nasu đã lo lắng rằng bởi vì nhân vật chính là một cô gái, câu chuyện không thể làm việc như là một trò chơi bishōjo. Thế rồi Takeuchi đã đề nghị chuyển đổi giới tính của nhân vật chính và Saber để phù hợp với thị trường trò chơi .

### Lịch sử phát hành
Fate/stay night bắt đầu như là một trò chơi video visual novel được tạo ra bởi Type-Moon và được phát hành ở Nhật vào ngày 30 tháng 1 năm 2004 . Phiên bản dành cho mọi độ tuổi của Fate/stay night, Fate/stay night Réalta Nua, cho PlayStation 2  đã được dự kiến sẽ được phát hành vào đông-thu năm 2006. Tuy nhiên, nó không được phát hành cho đến ngày 19 tháng 4 năm 2007 do sự trì hoãn . Fate, Unlimited Blade Works, và Heaven's Feel là ba nhánh cốt truyện được tìm thấy trong trò chơi. 
Ngày 28 tháng 10 năm 2005, Type-Moon phát hành phần tiếp theo của Fate/stay night là Fate/hollow ataraxia . Cốt truyện của nó được thiết lập nửa năm sau các sự kiện của Fate/stay night và các nhân vật mới như Avenger, Bazett Fraga McRemitz, và Caren Ortensia, cùng sự trở về của một số nhân vật như Emiya Shirō và Tōsaka Rin .

## Truyền thông

### Manga
Manga, minh họa bởi Nishiwaki Datto, bắt đầu tuần tự trong tạp chí manga Shonen Ace và được xuất bản bởi Kadokawa Shoten vào ngày 26 tháng 12 năm 2005. Nó là một thích ứng của visual novel Fate/stay night, chứ không phải là phim. Trái ngược với anime, manga tập trung hoàn toàn vào kịch bản Unlimited Blade Works của trò chơi (dù với độ lệch nhỏ), và đã tự chế không tổng hợp các yếu tố câu chuyện từ các kịch bản khác, Fate hoặc Heaven's Feel. Manganày đã được cấp giấy phép cho ngôn ngữ tiếng Anh phát hành ở Bắc Mỹ bởi Tokyopop trong năm 2007 .
Himuro no Tenchi Fate/School Life là một manga hài 4-Koma xoay quanh cuộc sống bình thường ở trường của các nhân vật nhỏ của Fate/stay night và Fate/Hollow Ataraxia, cụ thể là các nhân vật Kane Himuro, bạn học của nhân vật chính của Fate/stay night là Emiya Shirō. Nó đã được phát hành tuần tự trên Manga 4-Koma Kings Palette và hiện ba khối lượng đã được công bố bởi Ichijinsha . 
Một manga spin off tên Fate Kaleid Liner Prisma Illya bằng văn bản và minh họa bởi Hiroyama Hiroshi lần đầu tiên được đăng trên Comp Ace trong năm 2008 và sau đó phát hành vào hai volume . Manga này thể hiện Illya như là một nhân vật chính, nơi cô sống một cuộc sống thay thế như một nữ sinh. Tuy nhiên, cô được chọn bởi Stick Magical Ruby và tham gia vào một cuộc tranh cãi giữa Rin và Luvia. Fate Kaleid Liner Prisma Illya 2wei tiếp tục trong năm 2009, với cùng một nghệ sĩ và nhà xuất bản 
.

### Anime
Anime Fate/stay night được phát sóng từ 6 tháng 1 đến 16 tháng 6 năm 2006, có 24 tập, cốt truyện chủ yếu là kịch bản Fate nhưng cho thấy một số phần của các kịch bản khác. Đó là phim hoạt hình của Studio Deen và sản xuất bởi Fate Project, được hình thành để đáp ứng với sự phổ biến của visual novel và bao gồm Geneon Entertainment, TBS, CREi, Type-Moon, và Frontier Works Inc. Anime sau đó được chiếu trên mạng lưới truyền hình anime quốc tế Animax trong năm 2007, buổi chiếu ra mắt của nó bằng tiếng Anh trên mạng tiếng Anh của Animax ở Đông Nam Á vào tháng 6 cũng như các mạng khác tại Hàn Quốc, Hong Kong và các vùng khác . Geneon cũng được cấp giấy phép để phân phối anime trên khắp Bắc Mỹ. Ngày 3 tháng 7 năm 2008, Geneon Entertainment và Funimation Entertainment đã công bố một thỏa thuận để phân phối anime ở Bắc Mỹ. Trong khi Geneon Entertainment vẫn giữ lại giấy phép, Funimation Entertainment nắm độc quyền, sản xuất tiếp thị, bán hàng và phân phối. Fate/ stay night là một trong một số loạt anime danh tham gia vào thỏa thuận này .
Anime là một sự thích nghi của visual novel Fate/stay night, có nội dung từ tất cả các kịch bản có sẵn trong bản gốc của trò chơi được phát hành. Phương hướng chung của anime vay mượn rất nhiều từ kịch bản Fate, với các phân đoạn lựa chọn từ Unlimited Blade Works bao gồm chỉ là phụ. Các yếu tố từ Fate/hollow ataraxia không trực tiếp ảnh hưởng đến cốt truyện, nhưng ít. Kawai Kenji sáng tác âm nhạc ban đầu cho visual novel cũng phối lại bốn chủ đề giao hưởng từ trò chơi để sử dụng trong anime: "Hizashi no Naka de"(không đặc trưng với nhạc phim anime ban đầu, nhưng là các bài hát trong album "LA SOLA"),"Yakusoku Sareta Shouri No Tsurugi", "Emiya", và "This Illusion", sau đó được đổi thành "Disillusion".
Phim truyền hình cũng đã được tái phát hành tại Nhật Bản vào ngày 22 tháng 1 năm 2010 trong hai phiên bản đặc biệt DVD /BD với thời lượng 60 phút để kỷ niệm việc phát hành của bộ phimFate/stay night Unlimited Blade Works. Fate/stay night TV reproduction I và II đã recap 12 tập phim từ anime và tính năng chỉnh sửa và biên dịch lại cảnh quay lại cùng với việc mở mới và các đoạn phim hoạt hình kết thúc, với kết thúc bài hát mới của Jyukai và Tainaka Sachi. Bài mở đầu "Disillusion -2010" là phối âm lại của bài hát "Disillusion" từ phim truyền hình.

### Tiểu thuyết
Ngày 22 tháng 11 năm 2006, Type-Moon đã công bố một phần mới trong thương hiệu Fate/stay night, tên Fate/Zero . Fate/Zero là một prequel cho Fate/stay night, nhấn mạnh các sự kiện của Chiến tranh Chén Thánh 4 và ảnh hưởng của nó với Chiến tranh Chén Thánh 5. Trái ngược với Fate/stay night, Fate/Zero là loạt light novel thay vì một visual novel, và sẽ được kể trong một câu chuyện qua góc nhìn người thứ. Light novel là sự hợp tác giữa Type-Moon và đồng nghiệp phát triển, Nitroplus . Tập đầu tiên đã được phát hành vào ngày 29 tháng 12 năm 2006. Tập thứ hai được phát hành vào ngày 31 tháng 3 năm 2007. Tập thứ ba được phát hành vào ngày 27 tháng 7 năm 2007  và tập thứ tư và là cuối cùng đã được phát hành vào ngày 29 tháng 12 năm 2007, cùng với Fate/Zero Original Image Soundtrack "Return to Zero" .

### Trò chơi điện tử
Trong năm 2007, Fate/tiger colosseum, một trò chơi chiến đấu 3D dựa trên Fate/stay night, được phát hành cho PlayStation Portable của Capcom và Cavia, inc trong sự hợp tác với Type-Moon . Các nhân vật được đưa ra trong trò chơi được biến dạng siêu phong cách. Phần tiếp theo, Fate/tiger colosseum Upper, được phát hành vào ngày 28 tháng 8 năm 2008 .
Một trò chơi chiến đấu dựa trên nhãn hiệu thương mại mang tên Fate/Unlimited Codes được ra mắt tại chương trình Amusement Machine Operators Union (AOU) năm 2008 tại Nhật Bản. Nó được phát triển bởi Capcom kết hợp với Cavia và Eighting . Trò chơi được phát hành cho hệ arcade và có một phiên độc quyền cho PlayStation 2 phát hành vào ngày 18 tháng 12 năm 2008 . Phiên bản trước cũng có sẵn trong đó bao gồm một phiên bản giới hạn Saber Lily. Capcom cũng phát hành một phiên bản cho PlayStation Portable có tiêu đề Fate /Unlimited Codes Portable vào ngày 18 tháng 6 năm 2009 . Một bản kỹ thuật số tải về của trò chơi được phát hành tại Bắc Mỹ vào ngày 3 tháng 9 năm 2009  và ở châu Âu vào 10 tháng 9 năm 2009 .
Một RPG dungeon thích ứng của thương hiệu cũng đã được công bố bởi Famitsu và được sản xuất bởi Hình Epoch và Marvelous Entertainment mang tên Fate/Extra . Người chơi sẽ vào vai trò của một nhân vật nam hay nữ không tên mà người chơi chọn là một trong bảy Master và Servant do họ kiểm soát là Saber, Archer hoặc Caster. Trò chơi này được phát hành cho PlayStation Portable trong cả phiên bản thông thường và "Type-Moon Box". Phiên bản hạn chế Type-Moon Box bao gồm Saber Figma từ trò chơi gốc, visual novel và một bản nhạc phim giới hạn . Trong khi việc phát hành ban đầu đã được thiết lập cho tháng 3 năm 2010 thì ngày phát hành đã được dời lại đến ngày 22 tháng 7 năm 2010 để kiểm tra 
.

### Phim
Một bộ phim hoạt hình dựa trên cốt truyện Unlimited Blade Works của visual novel đã được phát hành tại các rạp của Nhật Bản vào 23 tháng 1 năm 2010 và sản xuất bởi Studio Deen. Các nhân viên từ anime, bao gồm cả giám đốc Yamaguchi Yuji, trở lại làm việc với phim, và hầu hết các diễn viên tiếp tục vai trò của họ . Bộ phim đã thu được 0,28 triệu yên tại Box Office của Nhật 
.

## Âm nhạc
Có một nhạc nền cho trò chơi, gọi là Fate/Stay Night Original Sound Track. Ngoài ra còn có một bài nhạc trò chơi được sắp xếp lại, tên Avalon - Fate/Stay Night. Nó được sắp xếp bởi WAVE và K. JUNO và có tính năng bố trí hai phiên bản tiếng Anh của "This Illusion" có tiêu đề "Illusion/Vision" và "Illusion/Fate". Bản nhạc phim anime đã được biên soạn và sáng tác bởi Kawai Kenji. Ngoài ra, có những album hình ảnh Wish và WHITE AVALON cũng như album remix khác như Fate another score, Fate/extended play, và Emiya #0. Ngoài ra còn có sự sắp xếp của Exodus: Fake/ever since, Iriya 51, Broken Phantasm, fragments, và 17 Division.
Ngoài Fate/stay night, các trò chơi khác trong chuỗi cũng có nhạc của riêng mình như Fate/tiger coliseum OST và nhạc của Fate/zero tên Return to Zero.
| Tiêu đề             | Thành phần và Thoả thuận | Lời bài hát | Hiệu suất | Loại                     |
| ------------------- | ------------------------ | ----------- | --------- | ------------------------ |
| "THIS ILLUSION"     | NUMBER201                | Haga Keita  | M.H.      | Nhạc mở đầu              |
| "days"              | NUMBER201                | Haga Keita  | CHINO     | Nhạc kết thúc            |
| "Ougon no Kagayaki" | NUMBER201                | Haga Keita  | MAKI      | Nhạc mở đầu (Réalta Nua) |

| Tiêu đề                                                     | Thành phần    | Thỏa thuận               | Lời bài hát     | Hiệu suất               | Ngày phát hành      | Loại          |
| ----------------------------------------------------------- | ------------- | ------------------------ | --------------- | ----------------------- | ------------------- | ------------- |
| "Disillusion" (tập 1-14)                                    | NUMBER201     | Kenji Kawai              | Haga Keita      | Tainaka Sachi           | 22 tháng 2 năm 2006 | Nhạc mở đầu   |
| "Kirameku Namida wa Hoshi ni" (きらめく涙は星に)(tập 15-23) | KATE          | Sogawa Tomoji, NUMBER201 | Keita Haga      | Tainaka Sachi           | 31 tháng 5 năm 2006 | Nhạc mở đầu   |
| "Anata ga Ita Mori" (あなたがいた森)(tập 1-13,15-23)        |               |                          |                 | Jyukai                  | 15 tháng 3 năm 2006 | Nhạc kết thúc |
| "Hikari" (ヒカリ lit. Light) (episode 14)                   |               |                          |                 | Jyukai                  |                     | Nhạc kết thúc |
| "Kimi to no Ashita" (君との明日) (tập 24)                   | Tainaka Sachi | Takahiro Kaneko          | Tainaka Sachi   | Tainaka Sachi           | 7 tháng 2 năm 2007  | Nhạc kết thúc |
| "Disillusion2010" (OVA)                                     | Number201     | Miyazaki Ayumi           | Watanabe Manami | Tainaka Sachi           | 22 tháng 1 năn 2010 | Nhạc mở đầu   |
| "With..." (OVA, tập 1)                                      | Number201     |                          |                 | Jyukai và Tainaka Sachi |                     | Ending theme  |
| "Kumo no Kakera" (雲のかけら) (OVA, tập 2)                  | Number201     | Miyazaki Ayumi           | Watanabe Manami | Tainaka Sachi và Jyukai |                     | Nhạc kết thúc |

## Đánh giá
Khi phát hành vào ngày 30 tháng 1 năm 2004, Fate/stay night nhanh chóng trở thành một trong những visual novel nổi tiếng nhất trong lịch sử trực quan, bảo vệ danh hiệu "cuốn visual novel bán chạy nhất" trong năm 2004.
Đầu năm 2007, sự phổ biến của Fate/stay night và anime Seiyu dẫn đến sự ra đời của Fate/stay tune trên internet, có tài năng lồng tiếng của Ueda Kana và Kawasumi Ayako.